# Baté
Baté là một thị trấn thuộc hạt Somogy, Hungary. Thị trấn này có diện tích 10,28 km², dân số năm 2010 là 813 người, mật độ 79 người/km².